# Diamantino da Silva
Diamantino da Silva (Santos 10 de janeiro de 1926) é um professor, fanzineiro e ilustrador de histórias em quadrinhos brasileiro.

## Biografia
Trabalhou como ilustrador nos jornais A Tribuna, O Diário de Santos e Última Hora, publicou quadrinhos nas editoras Júpiter, Prelúdio e Paulinas, foi professor de artes e desenhos na Escola Pro-Tec, na Faculdade de Comunicação Social Anhembi e na Fundação Armando Alvares Penteado (FAAP), em 1972, foi um dos fundadores do Clube dos Amigos do Western, para fãs de filmes do gênero western, em janeiro de 1986, criou o fanzine trimensal Mocinhos & Bandidos, inicialmente distribuído entre os membros do Clube dos Amigos do Western publicou os livros  Desenho da Figura Humana, Como Fazer Desenhos Animados, Quadrinhos Para Quadrados (1976) e Quadrinhos Dourados: A História dos Suplementos no Brasil publicado pela Opera Graphica em 2003. Em 2009, ganhou o Troféu Bigorna na categoria Uma Vida Dedicada aos Quadrinhos.
Em 2011, apresentou o programa Mocinhos & Bandidos na ClicTV.

## Prêmios
- Prêmio Angelo Agostini - Mestre do Quadrinho Nacional (2008); Melhor Fanzine (1999).
- 'Troféu Bigorna - Uma Vida Dedicada aos Quadrinhos (2009).